# ثیل
ثیل (به انگلیسی: Theale) یک روستا و محله مدنی در بریتانیا است که در بارکشر غربی واقع شده‌است. ثیل دارای ۲٬۸۳۵ نفر جمعیت است.